# Kostylivka
Kostylivka (ukrajinsky Костилівка, rusínsky Берлебаш, Berlebaš, maďarsky Barnabás) je obec v Rachovské městské komunitě, v Zakarpatské oblasti Ukrajiny. Osadou obce Kostylivka je Vilchovatyj. V roce 2025 zde žilo 1890 obyvatel; v celé obci pak 3002 obyvatel..

## Místní části
- Mižrip / Міжгір
- Surupy / Сурупи

## Historie
První písemná zmínka o této vesnici pochází z roku 1605; ves byla tehdy uvedena jako huculská vesnice. Za první československé republiky byla tato vesnice osadou obce Rachov; byla uváděna pod názvem Berlebaš.